# Ernst Rolffs

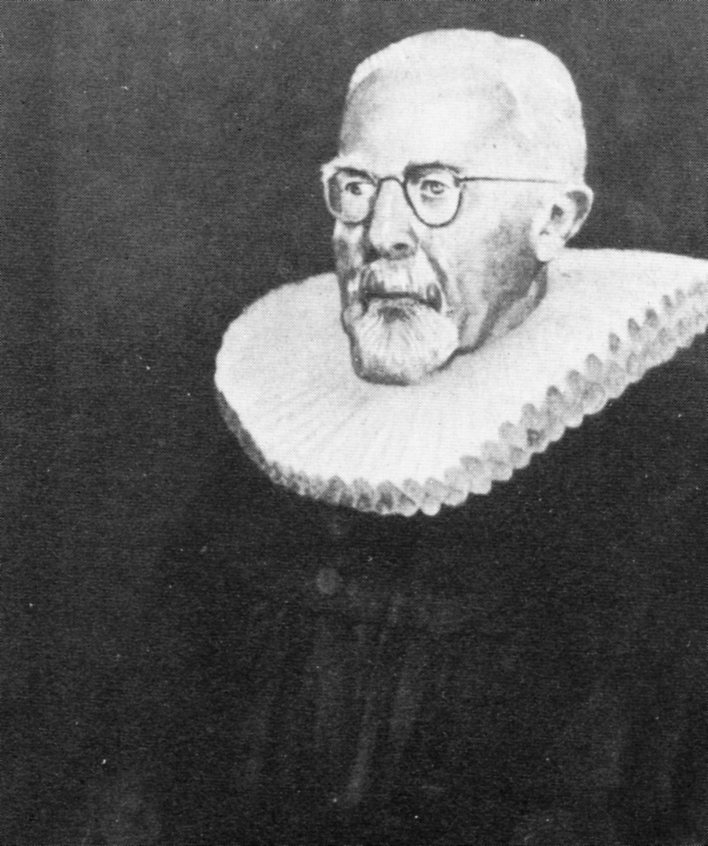
Ernst Rolffs

Ernst Wilhelm Julius Rolffs (* 30. August 1867 in Bremervörde; † 18. Januar 1947 in Göttingen) war ein evangelischer Theologe und Stadtsuperintendent in Osnabrück.

## Leben
Der Kaufmannssohn Rolffs studierte ab 1887 Germanistik und Theologie bei Nathanael Bonwetsch (1848–1925) in Göttingen. Nach einem Zwischenaufenthalt in Berlin kehrte er 1890 nach Göttingen zurück und widmete sich ausschließlich der Theologie, um Pfarrer zu werden. 1891 bestand er sein erstes theologisches Examen, war kurze Zeit als Hauslehrer tätig, trat 1892 in das Predigerseminar auf der Erichsburg ein und promovierte im Januar 1893 in Berlin bei Adolf von Harnack (1851–1930) zum Lizentiaten der Theologie. 
Nach seiner Ordination im August 1894 war er zunächst als Predigeramtskandidat Pastor coop. in seiner Heimatstadt Bremervörde. Danach gelangte er über verschiedene Pfarrstellen 1902 nach Osnabrück und wurde auf die dritte Pfarrstelle an St. Katharinen berufen. Dort wirkte er 36 Jahre lang bis zu seinem Ruhestand 1938. Im Jahr 1921 wurde er als Nachfolger von Balduin Weidner zum Stadtsuperintendenten ernannt. Neben seiner seelsorgerischen Tätigkeit wandte er sich der Guttemplerbewegung zu; er gründete die Ortsgruppe Osnabrück und übernahm deren Vorsitz. Nach 1933 stand er auf der Seite der Bekennenden Kirche, geriet mit den Nationalsozialisten in Konflikt und wurde für kurze Zeit inhaftiert. Seinen Ruhestand verbrachte er in Göttingen, wo er bis zu seinem Tode aushilfsweise als Prediger tätig blieb.

## Publizistisches Werk
Rolffs war intensiv wissenschaftlich tätig. Er arbeitete an Fachzeitschriften mit und gab die Göttinger Predigtbibliothek heraus. In der Reihe „Evangelische Kirchenkunde“ erschien 1917 seine Darstellung „Das kirchliche Leben der evangelischen Kirchen in Niedersachsen“, die 1938 unter dem Titel „Evangelische Kirchenkunde Niedersachsens“ in überarbeiteter Fassung neu aufgelegt wurde. Außer seinen Predigten und wissenschaftlichen Arbeiten veröffentlichte er auch einen Gedichtband „Aus der Heimat der Seele“.

## Ehrungen
- 1927: Die theologische Ehrendoktorwürde der Universität Gießen.

## Schriften (Auswahl)
- Urkunden aus dem antimontanistischen Kampfe des Abendlandes. Eine quellenkritische Untersuchung. Leipzig 1895.
- Friedrich Thimme / Ernst Rolffs: Revolutionen und Kirche. Zur Neuordnung des Kirchenwesens im deutschen Volksstaat. Georg Reimer, Berlin, 1919.
- Evangelische Kirchenkunde Niedersachsens. Vandenhoeck und Ruprecht, Göttingen 1938.
- Briefwechsel wegen einer Predigerwahl in Osnabrück vor 100 Jahren. In: ZGNKG, 45 (1940), S. 268–298.